# 8693 Matsuki
8693 Matsuki (1992 WH1) là một tiểu hành tinh vành đai chính được phát hiện ngày 16 tháng 11 năm 1992 bởi K. Endate và K. Watanabe ở Kitami.